# Kottigenahalli, Chikmagalur
Kottigenahalli là một làng thuộc tehsil Chikmagalur, huyện Chikmagalur, bang Karnataka, Ấn Độ.